# Panasivka, Dunaiivți
Panasivka (în ucraineană Панасівка) este un sat în comuna Vorobiivka din raionul Dunaiivți, regiunea Hmelnîțkîi, Ucraina.

## Demografie
Componența lingvistică a localității Panasivka
     Ucraineană (99,22%)
     Alte limbi (0,78%)
Conform recensământului din 2001, majoritatea populației localității Panasivka era vorbitoare de ucraineană (99,22%), existând în minoritate și vorbitori de alte limbi.